# A列車で行こう (列車)
A列車で行こう（エーれっしゃでいこう） は、九州旅客鉄道（JR九州）が熊本駅 - 三角駅間を、鹿児島本線・三角線（あまくさみすみ線）経由で運転している臨時特急列車である。
本項では、三角線で運行されていた優等列車の沿革についても記載する。

## 概要
特急「A列車で行こう」は、熊本市と天草諸島を結ぶルートの一角を形成する観光列車として2011年10月8日に運行を開始した。三角駅で、最寄りの三角港と下島にある本渡港を結ぶ定期航路「天草宝島ライン」と接続している。「A列車で行こう」の運行開始に伴い、運行区間の熊本駅 - 三角駅間に「あまくさみすみ線」の愛称が付けられ、列車の運行開始に先立ち2011年9月1日より使用している。また三角駅のリニューアルも合わせて行われた。
日本国有鉄道（国鉄）時代の三角線は、豊肥本線と三角島原フェリー（2006年廃止）とともに阿蘇と島原半島を結ぶ観光ルートの一翼を担っており、豊肥本線から直通する急行列車も設定されていたが、1986年11月1日のダイヤ改正で急行「火の山」（現在の特急「九州横断特急」の前身）の三角線直通は終了し、三角線から優等列車は消滅していた。よって「A列車で行こう」は三角線にとっては30年ぶりの優等列車で、初の特急列車となる。

### 列車名の由来
列車名の頭文字である「A」は、「南蛮文化が渡来した天草をモチーフに、ヨーロッパをイメージした大人の旅を演出」 というコンセプトから、大人 (Adult) や天草 (Amakusa) の頭文字から取られた。

## 運行概況
土曜・休日および長期休暇期間中の毎日、熊本駅 - 三角駅間に1日3往復が運行されている2両編成のため「九州横断特急」や「はやとの風」と同様に、車掌は乗務せず車内改札は客室乗務員が行う方式のワンマン運転が実施されている。
概要の項で記したように、三角駅で三角港を発着する天草宝島ラインの「シークルーズ号」と接続する。列車の運行開始に合わせて、「シークルーズ号」のダイヤも「A列車で行こう」の運行時刻に合わせたものに改正された。また、熊本駅 - 本渡港または松島（前島港）を利用区間として、往復とも「A列車で行こう」+「シークルーズ号」利用、もしくは片道を九州産交の快速バス「あまくさ号」の利用とする往復割引乗車券「A列車&SBきっぷ」が発売されている。SとBは「Seacruise」「Bus」の頭文字から取られている。
なお、2013年3月16日のダイヤ改正までは1日2往復であったが、当時は1・4号に限り、博多駅始発・終着で延長運転される日があった。博多駅と三角駅を直接結ぶ優等列車は、1964年から1967年にかけて日豊本線・豊肥本線経由の博多駅 - 熊本駅間の急行「ひかり」（後に「くさせんり」→「九重」と改称。「九重」は長崎駅発着）のうち博多駅（長崎駅）行きのみ三角駅始発で運行された例があるが、鳥栖駅を経由するものは初めての設定であった。

### 停車駅
（博多駅 - 鳥栖駅 - 久留米駅 - 大牟田駅 - 玉名駅 - ）熊本駅 - 宇土駅 - 網田駅※ - 三角駅
- ※網田駅は下りのみ停車。
- 博多駅 - 熊本駅間は臨時延長時のみ運行。

### 使用車両・編成
熊本車両センター所属のキハ185系気動車2両（キハ185-4・キハ185-1012）を改造し、専用車両としている。車両デザインは水戸岡鋭治が担当した。なお、この車両は豊肥本線の特急「あそぼーい!」の車両改造工事が終わるまで運行されていた「阿蘇ゆるっと博号」に充当されていたものである。
「16世紀大航海時代のヨーロッパ文化」と「古き良き“あまくさ”」をテーマにしたというデザイン は黒とゴールドのツートンカラーで、車内は教会などをイメージしたというカウンターバーやステンドガラスで彩られる。
定員は1号車28人、2号車56人の計84人で、全席普通車座席指定席で運行される。1号車にはソファーやベンチのほか、カウンター形式のバー「A-TRAIN BAR」が設けられている。2号車には4人用セミコンパートメント席が4区画設置されている。バーではビールやハイボールのほか、当列車限定のオリジナルカクテルなどといったアルコール類が提供されている。車内での演出として、BGMに向谷実アレンジによるジャズのスタンダードナンバー「A列車で行こう」などが用いられている。
また、燃料に天草市とのタイアップで調達したバイオディーゼルの使用も検討されている。

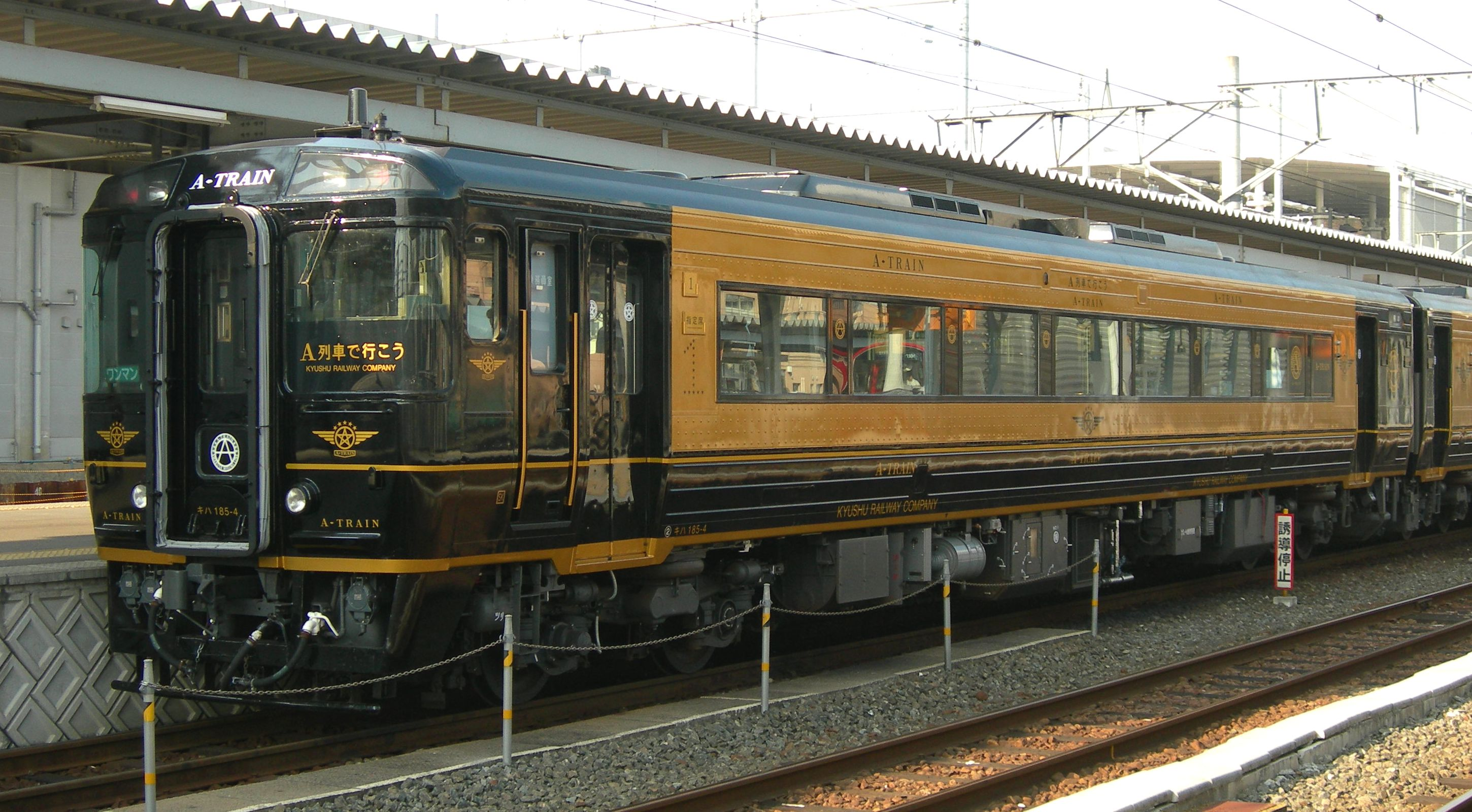
1号車 キハ185-4
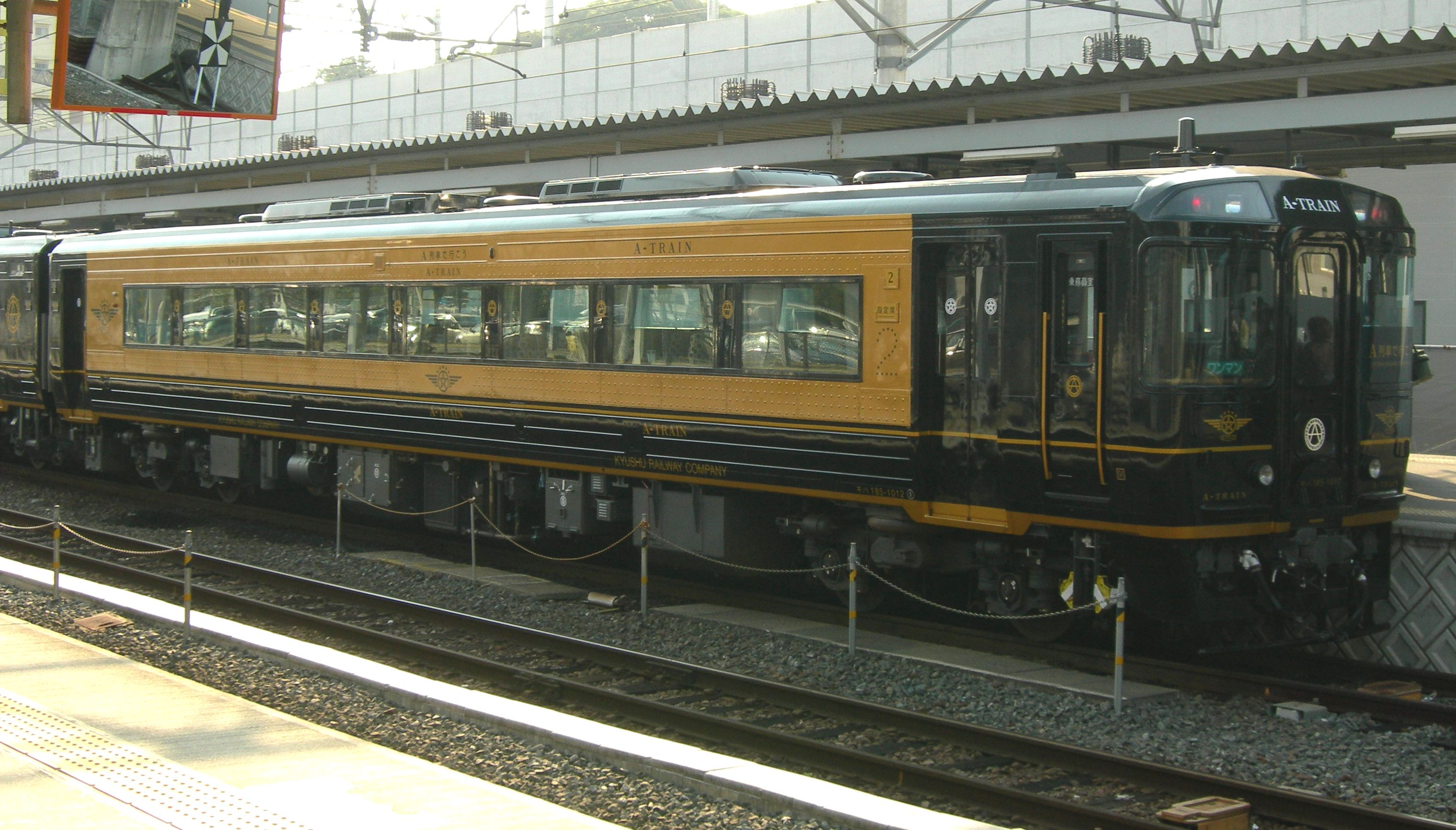
2号車 キハ185-1012
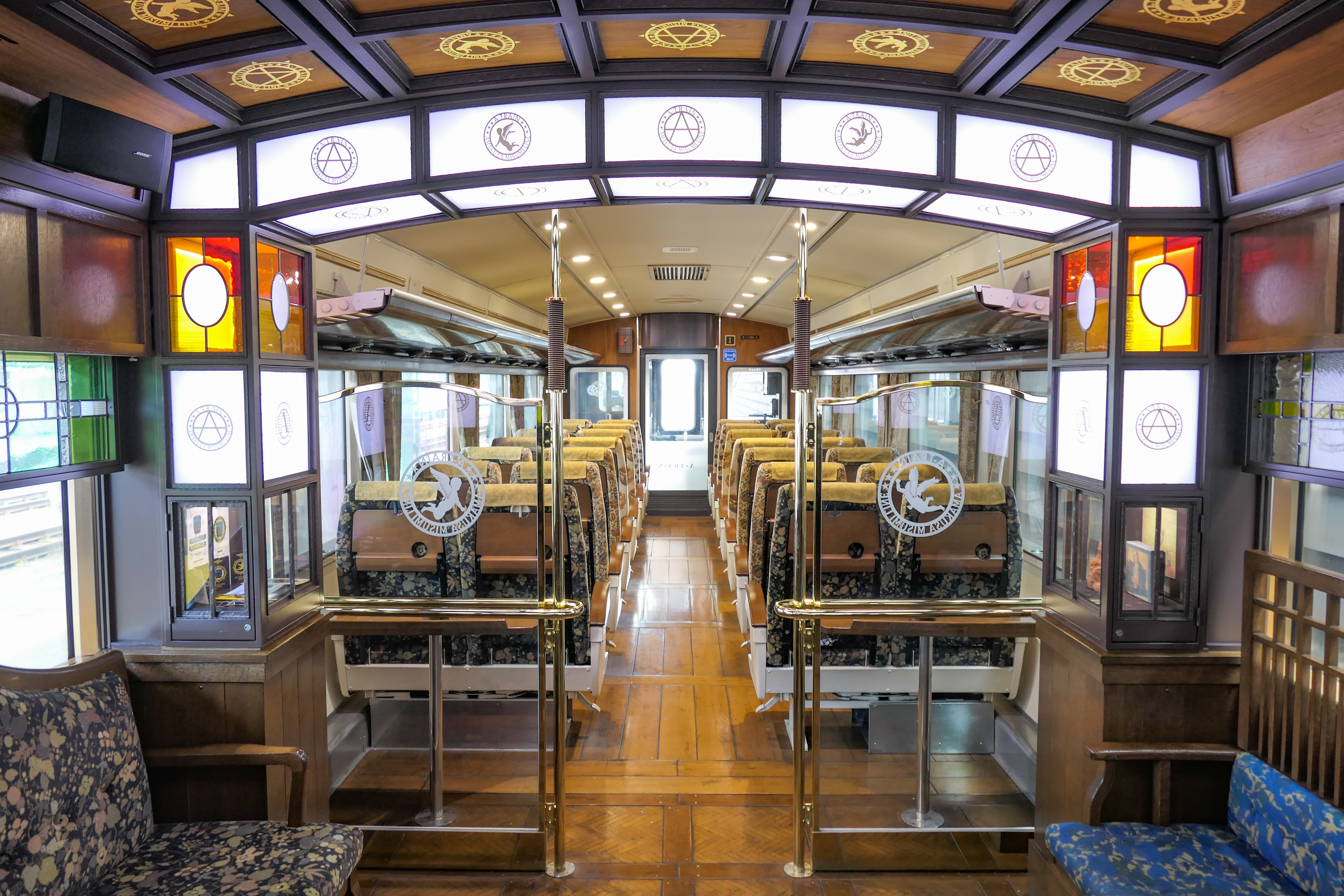
キハ185-4車内
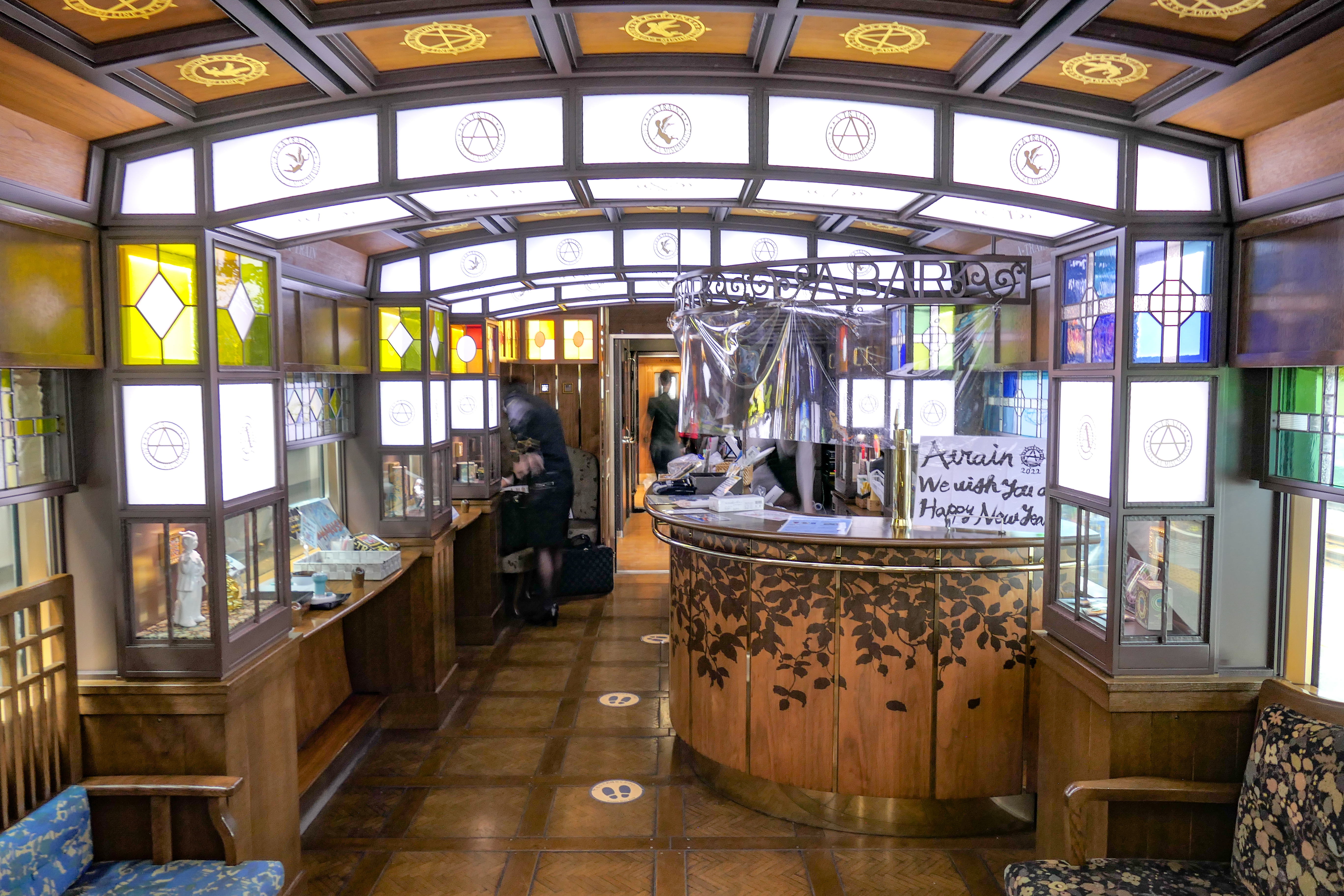
キハ185-4の連結面寄りに設けられているカウンターバー「A-TRAIN BAR」
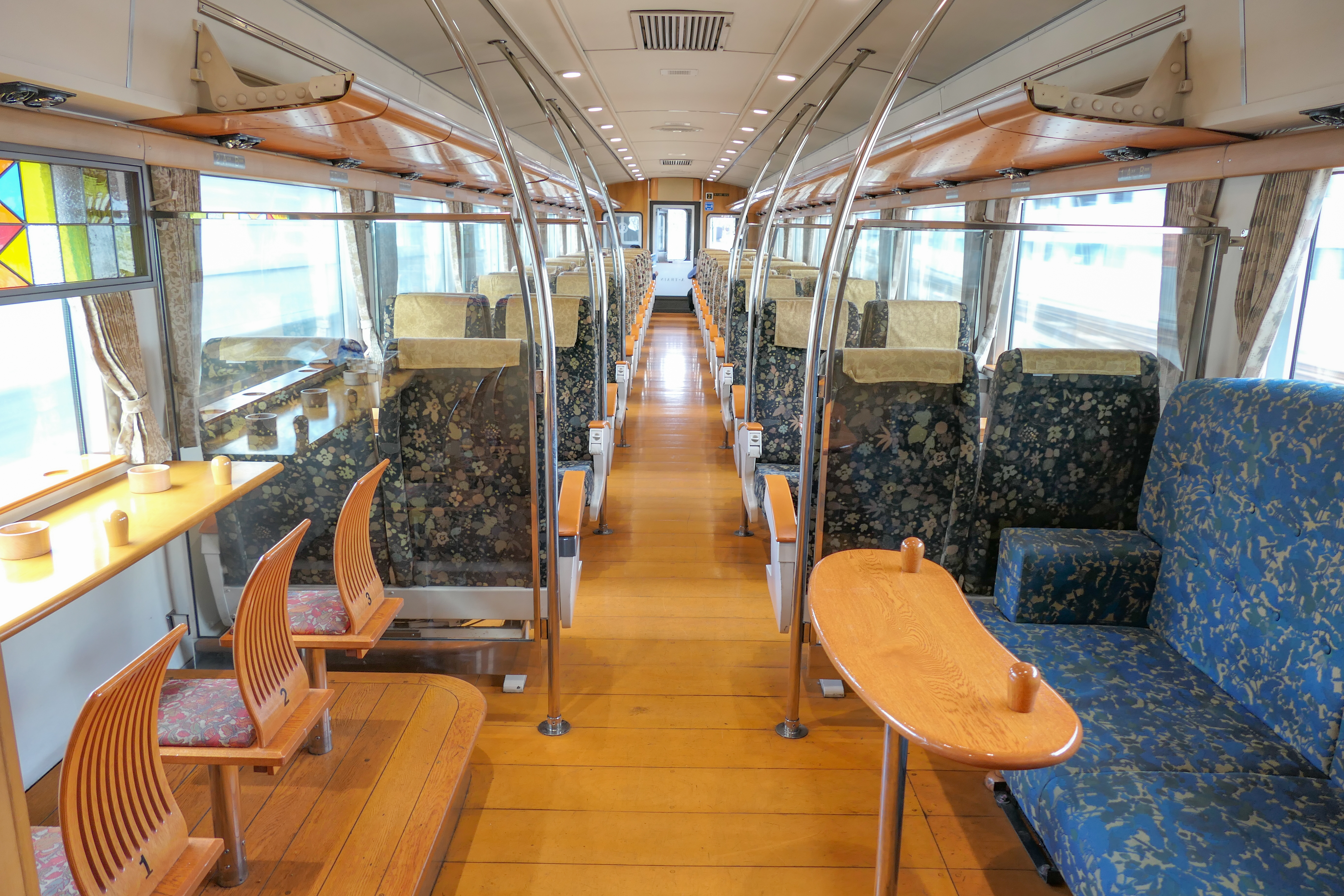
キハ185-1012車内。写真手前にセミコンパートメント席がある。

## 三角線優等列車沿革

### 豊肥本線直通優等列車の運転
- 1963年（昭和38年）3月25日：豊肥本線の準急「火の山（）」のうち1往復が、三角駅 - 別府駅間の運転になる。
- 1964年（昭和39年）
  - 3月1日：ダイヤ改正により次のように変更。
    1. 博多駅・門司港駅 - 熊本駅・西鹿児島駅（現在の鹿児島中央駅）間の急行「ひかり」のうち、博多駅 - 熊本駅間系統の上り列車が三角駅始発になる。
    2. 三角線に乗り入れる「火の山」を下り（三角駅発）2本・上り（別府駅発）1本になる。1往復は熊本駅 - 三角駅間は快速列車として運転[注 2]。

  - 10月1日：東海道新幹線開業に伴い「ひかり」の列車名が新幹線に使用するため、従来の「ひかり」の列車名を、博多駅 - 熊本駅・三角駅間系統は「くさせんり」、門司港駅 - 西鹿児島駅間系統は「にちりん」に変更。
- 1965年（昭和40年）10月1日：ダイヤ改正に伴い、以下のように変更（1965年10月1日国鉄ダイヤ改正）。
  1. 「くさせんり」は「にちりん」との併結を終了したうえで、博多駅 - 長崎駅・佐世保駅間の準急「ながさき」「弓張」のうち1往復と統合し、三角駅・熊本駅 - 長崎駅・佐世保駅間の急行「九重（）」として運転開始。なお、下り（三角駅発）の一部編成は宮地駅で解結、上下とも佐世保駅発着の編成は別府駅で増解結していた。
  2. 三角線に乗り入れる「火の山」を、三角駅 - 別府駅間下り2本・上り1本、宮地駅 → 三角駅間1本とし、全列車熊本駅 - 三角駅間も準急列車になる。なお、宮地駅始発の「火の山」は豊肥本線内は別府駅・大分駅発着の循環準急「ひまわり」に併結運転。
- 1966年（昭和41年）3月5日：急行・準急の料金制度の変更に伴い「火の山」を全列車急行に格上げ。
- 1967年（昭和42年）10月1日：このときのダイヤ改正により、以下のように変更。
  1. 「火の山」の全列車が三角駅発着になり、三角駅 - 別府駅間下り2本・上り1本、宮地駅 → 三角駅間2本になる。なお宮地駅発着列車のうち併結運転を行わない1本については、運転区間が100km以内である関係上、列車種別が準急になる。
  2. 「九重」は別府駅で系統分割のされ、「火の山」などに編入されて廃止。
- 1968年（昭和43年）10月1日：ヨンサントオのダイヤ改正により「準急」の列車種別が廃止されたため、「火の山」は再び全列車急行になる。この改正では三角駅に乗り入れる「火の山」の本数に変化はなかったが、博多駅発着の列車が増発されたため全列車三角線乗り入れではなくなる。
- 1975年（昭和50年）3月10日：山陽新幹線全線開業に伴うダイヤ改正（1975年3月10日国鉄ダイヤ改正）により、三角線に乗り入れる「火の山」は三角駅 - 別府駅間下り2本・上り1本、宮地駅 → 三角駅間1本になる。宮地駅始発の列車は「ひまわり」との併結は終了。また、三角駅行きの1本は熊本駅まで博多駅行きの列車に併結の上で、熊本駅からは普通列車としての運転になる。
- 1978年（昭和53年）10月2日：ゴーサントオのダイヤ改正により、宮地駅 → 三角駅間の「火の山」が廃止。これ以降、1986年の三角線乗り入れ終了まで三角線に乗り入れる「火の山」はすべて三角駅 - 別府駅間の運転になる。
- 1980年（昭和55年）10月1日：ダイヤ改正により「火の山」の博多駅乗り入れが廃止されたのに伴い、三角線に乗り入れる「火の山」は1往復になる。
- 1982年（昭和57年）11月15日：ダイヤ改正により、三角線に乗り入れる「火の山」は2往復となる（1往復は三角駅 - 熊本駅間普通列車）。
- 1985年（昭和60年）3月14日：ダイヤ改正により、三角線に乗り入れる「火の山」は下り2本・上り1本となる（下り1本は熊本駅まで普通列車）
- 1986年（昭和61年）11月1日：ダイヤ改正により「火の山」の三角線乗り入れが終了し、三角線から優等列車の設定がなくなる。

### 観光列車の運転
- 2004年（平成16年）3月13日：九州新幹線鹿児島ルート部分開業によるダイヤ改正に伴い、熊本駅 - 三角駅間に土曜・休日などに天草グルメ快速「おこしき」が運転開始[注 3]。
- 2011年（平成23年）
  - 3月12日：天草グルメ快速「おこしき」が廃止。
  - 10月8日：熊本駅 - 三角駅間に臨時特急「A列車で行こう」が2往復運転開始。三角線に25年ぶりに優等列車が復活。
- 2012年（平成24年）1月7日：「A列車で行こう」のうち1往復が運転日により博多駅発着になる[8]。
- 2013年（平成25年）3月16日：「A列車で行こう」が1往復増発され、3往復運転となる[9]。
- 2020年（令和2年）
  - 3月16日・3月20日 - 5月10日：新型コロナウイルス感染症による利用客減少・感染予防に伴い、1往復（3号・4号）が運休を実施[10][11][12]。
  - 5月2日 - 5月6日：新型コロナウイルス感染症対策として、JR九州管内の特急列車全便運休の方針により、期間中の全列車が運休[13][14]。
- 2022年（令和4年）9月23日：ダイヤ改正に伴い、下り「A列車で行こう」の停車駅に網田駅を追加[15]。